# کوه مارتا ویکتوریا

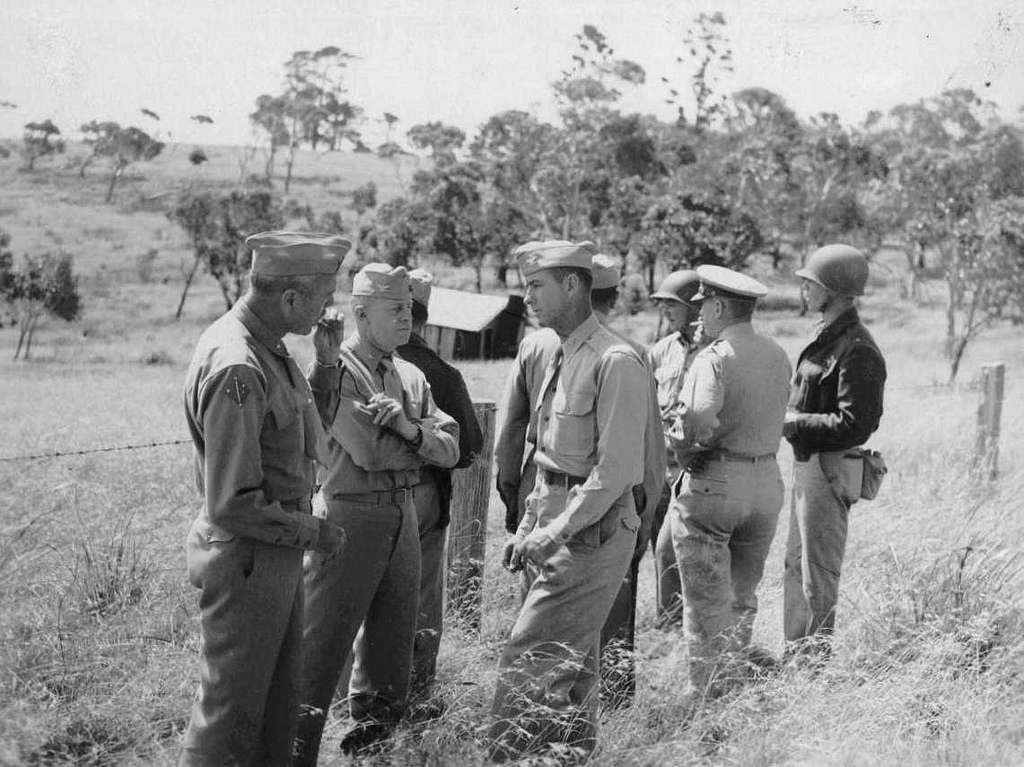
کوه مارتا

کوه مارتا ویکتوریا (به انگلیسی: Mount Martha) یک حومه شهر در استرالیا است که در ویکتوریا (استرالیا) واقع شده‌است.